# Pedro Regalado Llamas
El Coronel Pedro Regalado Llamas fue un Insurgente colimense que mantuvo la Insurgencia por la Independencia de México en Colima. Nació en la Villa de Colima el 18 de mayo de 1787. Regalado Llamas, junto con su Tío Manuel Llamas, se incorporaron a la lucha por la independencia el 30 de septiembre de 1810. Combatieron a los realistas en el territorio de Colima y fueron conocidos como "Los Regalado". El 17 de mayo de 1813 recibió la instreucciòn de limpiar los caminos por los que pasarían las tropas del general José María Morelos, y enviando víveres a aquel sitios estratégicos entre Zaxatula y Maquìlì, por lo que al sargento Manuel Llamas se le solicita la mitad de sus fusileros y que sean enviados al cuartel general de Maquilí. Pedro fue pasado por las armas en Colima el 14 de marzo de 1814, dejando viuda a su esposa Petra Covarrubias. Fue enterrado por el presbítero Joaquín Ortega en la Parroquia de Colima.